# Saint-Geniès-de-Varensal
Saint-Geniès-de-Varensal é uma comuna francesa na região administrativa de Occitânia, no departamento de Hérault. Estende-se por uma área de 12,55 km². Em 2010 a comuna tinha 214 habitantes (densidade: 17,1 hab./km²).